# Patronat reial

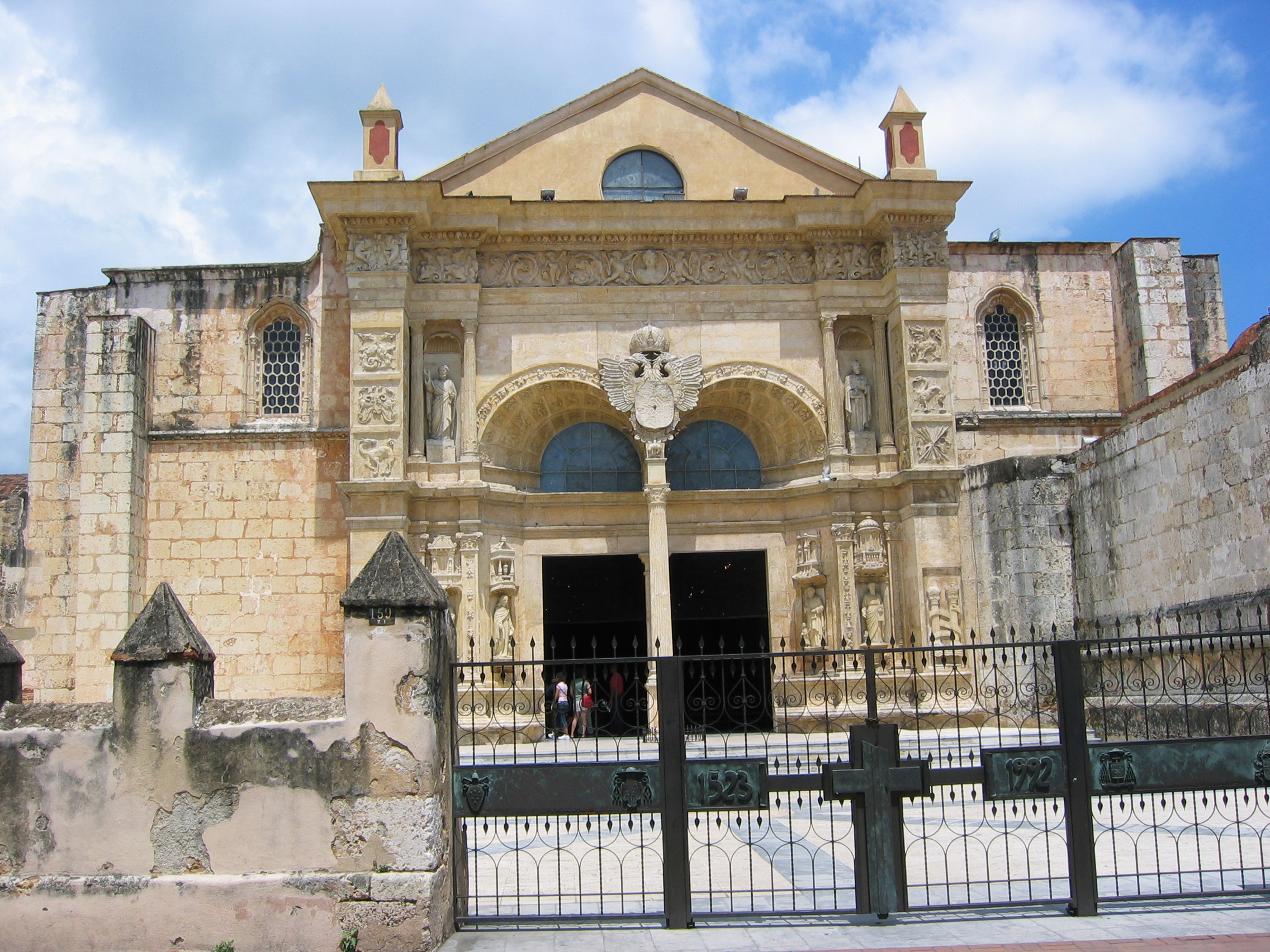
Catedral de Santo Domingo.

El patronat reial és el conjunt de privilegis i facultats especials que els papes van concedir als reis de diferents monarquies europees de l'Antic Règim i que els permetien, al principi, ser sentits abans d'una decisió papal o escollir directament en substitució de les autoritats eclesiàstiques, a determinades persones que anessin a ocupar càrrecs vinculats a l'Església Catòlica (Dret de patronat).
Més tard, els monarques van aconseguir l'exercici de totes o la majoria de facultats atribuïdes a l'Església al govern dels fidels. Així van esdevenir de fet i de dret, la màxima autoritat eclesiàstica als territoris sota el seu domini (Patronat rial stricto sensu).
El més important històricament és el que es va concedir entre 1508-1523 als reis d'Espanya o de la Monarquia Hispànica; però ja en 1516 s'havien concedit privilegis semblants al rei de França (pel papa Lleó X) i abans encara al rei de Portugal (per la butlla Dudum cupientes del papa Juli II, en 1506); ara bé, aquestes prerrogatives «s'estenien solament a bisbats i beneficis consistorials».

## Origen i significat
La desintegració de l'Imperi Romà primer, i del Sacre Imperi després, juntament amb el procés de ràpida cristianització de la majoria dels territoris que s'hi trobaven, va donar lloc a la creació de nombrosos i petits regnes, sovint enfrontats, però que mantenien unes mateixes creences espirituals. Així, el poder del papa es vacrèixer, no només com a autoritat espiritual, sinó com a autoritat terrenal, el que va donar lloc a una mena de teocràcia. El poder de l'Església es reforça amb el pas del temps, i els pontífexs dirimeixen disputes entre regnes, determinen els sobirans i llurs línies successòries, avalen o condemnen determinats actes i pràctiques i es consoliden com a garants enfront de tercers. Neix el vell concepte que el poder real té un origen diví. L'Església es considera l'encarregada d'assenyalar aquesta voluntat divina.
Aquesta situació no va estar mai exempta de disputes entre els reis i senyors dels territoris i l'Església. Conforme els territoris adquirien importància, incrementen els seus recursos econòmics i militars i s'estabilitzen amb el pas del temps, el recurs a l'autoritat papal esdevé menys necessari i, per tant, menys freqüent. A això, s'uneixen les aliances entre sobirans que reforcen determinades línies de govern, moltes d'elles duradores. Durant aquest temps, els reis esdevenen els braços executors de les ordres, instruccions i mesures de govern ordinari de l'Església als seus territoris. La situació es beneficia a ambdues parts (l'Església i els principats): la primera no pot atendre des de la llunyana Roma totes les necessitats i no pot, tampoc, avaluar de forma convenient cadascuna de les decisions que caldria adoptar, per exemple, davant la substitució d'un determinat bisbe; els monarques amplien el seu poder, i a la seva sobirania per imperi de la força afegeixen, no ja la benedicció de l'Església, sinó que ells mateixos reben l'autorització eclesiàstica per prendre decisions que incumbeixen al papat. Aquest moment històric, que no està definit per tot Europa en un mateix període, sinó que varia segons els Estats, és el conegut com del dret de patronat.
Una vegada formades les esglésies als llocs de missió o d'expansió del cristianisme, els poders polítics eren els únics en condicions de sostenir la creació de diòcesi i la progressiva institucionalització. Per això, el papa els va concedir el dret de presentació, que consisteix a proposar els noms dels qui ocuparien càrrecs en la jerarquia eclesiàstica local. A canvi, el rei o el príncep havia de finançar les noves esglésies.
Cap a 1302, amb la butlla Unam Sanctam del papa Bonifaci VIII, s'aconsegueix el màxim grau de descripció teòrica del poder eclesiàstic: el poder temporal està sotmès al papat i serà el pontífex qui legitimarà als sobirans.
Climent VI va concedir a l'infant Luis de la Cerda les Illes Canàries perquè fossin cristianitzades: això per mitjà de la butlla Tuae devotionis sinceritas de 1344 però encara que s'oferia la sobirania política no es donava dret de patronat pròpiament dit a Luis de la Cerda. Alguna cosa semblant passa en el cas de la corona portuguesa que va rebre del papa la legitimació de la seva expansió territorial però, almenys inicialment, no dret de presentació.
Serà la Monarquia Hispànica, amb la seva expansió territorial i militar abans del descobriment d'Amèrica, la que en primer lloc començarà el camí cap al patronat reial. El poder dels regnes de Castella i Aragó en el segle xv és més que significatiu en l'entorn europeu. L'anomenada Reconquesta converteix els monarques hispànics en «defensors de la fe cristiana» enfront dels seguidors de l'Islam, però a més ofereix a la cristiandat nous territoris que evangelitzar. Així, la creació dels delmes (el pagament a la Corona d'una desena part de les aportacions dels fidels) permetrà l'extensió territorial de l'evangelització i, a més, converteix al monarca absolut i el seu Estat en recaptador i gestor d'aquests béns. Això determina l'oportunitat o no de la creació de noves missions, esglésies, diòcesis, etc. Així, les relacions entre el papat i l'estat catòlic de la darreria del segle xv s'han invertit parcialment, i el que era un dret del sobirà reconegut de iure i de facto pel papa, esdevé un patronatge reial, en el qual la Corona representa i substitueix sovint l'autoritat eclesiàstica, que a través d'instruccions i butlles cedeix poder. El context històric europeu i atlàntic que permet aquest canvi de rols està marcat per dos successos: la colonització d'Amèrica (1492) i l'aparició de Martí Luter (1517), fet aquest últim en el qual el papat requerirà tot el poder militar i polític dels regnes catòlics per enfrontar-se a la Reforma protestant.

## Patronat reial en la Monarquia Hispànica i les Índies
Per al particular cas dels reis d'Espanya i Portugal a canvi que aquests recolzessin l'evangelització i l'establiment de l'Església Catòlica a Amèrica i Àsia. Es va derivar de les butlles papals Romanus Pontifex (1455) i Inter caetera (1456), atorgats en benefici de Portugal en les seves rutes atlàntiques, i de les Butlles Alexandrines emeses el 1493, immediatament després de la conquesta d'Amèrica a petició dels Reis Catòlics. El patronat reial o indià per la Corona Espanyola, va ser confirmat pel papa Juli II en 1508.

### Antecedents
Ja abans, el 13 de desembre de 1486, el papa Innocenci VIII havia concedit a la reina de Castella i al seu espòs, el rei d'Aragó, a petició d'aquests, el patronat perpetu de Canàries i Port Real incloent a més Granada, en preveure la seva propera conquesta. Així va quedar estipulat amb la butlla Ortodoxae Fidei. No obstant això, no va ser fins a 1505 que els monarques van sol·licitar al papa les prerrogatives plenes del patronat a les zones colonitzades i al territori espanyol sota el seu domini. I cap al 1523 el papa Adrià VI les concedirà.

### Desenvolupament
Els poders del monarca per dirigir l'Església van augmentar amb el temps. Aquests poders reals van ser: l'enviament i selecció dels missioners a Amèrica (butlla Inter caetera, 1456), cobrament del delme (butlla Eximiae devotionis, 1501), facultat per fixar i modificar límits de les diòcesis a Amèrica (butlla Ullius fulcite praesidio, 1504) i facultat per vetar l'elecció d'arquebisbats o bisbats, així com del dret de presentació (butlla Universalis ecclesiae, 1508). El 1539 l'emperador Carles V del Sacre Imperi Romanogermànic va exigir que les peticions dels bisbes a la Santa Seu passin per la seva mà. Va imposar la passada reial (passada règia o regium exequatur) als documents pontificis per poder ser executats.
Es va expedir la Reial Cèdula de Patronat en Índies (Reial Patronat Indià) que va consolidar la institució. Hi quedava sota autorització reial la construcció d'esglésies, catedrals, convents, hospitals, la concessió de bisbats, arquebisbats, dignitats, beneficis i altres càrrecs eclesiàstics. Els prelats havien de donar comptes al rei dels seus actes. Per a la provisió de curats el bisbe havia de convocar a concurs i dels candidats seleccionats, presentar dos a l'autoritat civil perquè aquesta decidís. A més, es va obtenir la dispensa de la visita ad limina apostolorum dels bisbes a la Santa Seu. Es va sotmetre la correspondència dels bisbes a la revisió del Consell d'Índies; els concilis provincials havien de celebrar-se sota vigilància de virreis i presidents de les audiències reials; per erigir convents o cases religioses havia d'enviar-se informe al rei sobre fundacions, hisendes i nombre de religiosos en regió i esperar el beneplàcit reial; cap superior regular podria exercir el seu ofici sense obtenir l'autorització reial; es va ordenar vigilància a la vida conventual, castigant als eclesiàstics que no complien amb els seus deures. La Reial Audiència es constitueix en tribunal per, en primera instància, dirimir conflictes eclesiàstics. Finalment, a alguns ordes religiosos com els franciscans, se'ls va imposar la figura del vicari apostòlic per a Amèrica, que limitava el poder del superior general.
El patronat reial va permetre que l'Església Catòlica comptés amb nombrosos missioners, disposés dels recursos econòmics i financers necessaris i, sobretot, facilités la seva mobilització i distribució. No obstant això, va tenir també altres conseqüències menys favorables a la perspectiva papal, com la submissió de l'Església al poder reial, l'aïllament de Roma i la relaxació de la disciplina eclesiàstica i religiosa en afeblir-se l'autoritat dels bisbes i superiors religiosos.
Institucions com l'encomienda i debats com el dels justos títols deixen clara quin era la veritable importància de la justificació religiosa pel domini colonial. El control de la Monarquia Hispànica sobre l'Església, no només a Amèrica, sinó a la Península (presentació de bisbes, butlla de Croada, control sobre els ordes militars i la inquisició) provocava enveges en altres monarquies europees que no són alienes a moviments com la Reforma o, en la França catòlica, el gal·licanisme o regalisme; als quals la Contrareforma papal va respondre, entre altres moviments, amb la institució de Propaganda Fide (1622).

### Seglexviii
Al segle xviii, amb Espanya i les Índies sota la dinastia dels Borbó, es van estendre les idees regalistes afegides a la mateixa tradició regalista espanyola (Chumacero i Pimentel, al segle xvii, Macanaz en la primera meitat del segle xviii). El 1735 la Junta del Reial Patronat que tenia a Gaspar de Molina y Oviedo com a president va proclamar que els reis d'Espanya tenien dret al patronat universal que implicava l'assumpció de tots els beneficis del regne. Sobre aquestes bases, en el context de les interminables discussions pel Concordat de 1753, els conflictes fronterers hispano-portuguesos sobre el territori de Misiones i l'expulsió de la Companyia de Jesús (1767); es va desenvolupar entre els juristes espanyols una tendència a expressar el control reial sobre l'Església mitjançant noves formulacions doctrinals, que implicaven que tant el Patronat com la submissió de l'Església a l'Estat no derivaven d'una concessió de la Santa Seu, sinó que era la resultant d'un dret inherent a la sobirania dels reis. El concordat va confirmar aquesta idea encara quan es va reservar 52 beneficis.

### Edat Contemporàniae
El nou concordat, signat eln 1851 va mantenir el patronat universal que va romandre com a dret de la Corona espanyola fins a l'adveniment de la Segona República Espanyola (1931).
Aquesta doctrina, mantinguda a Espanya, va ser invocada també per les recentment formades repúbliques americanes després de les guerres d'independència hispanoamericanes (1808-1821). Els nous estats americans volien mantenir el dret de patronat, en considerar-se com a continuadors de les obligacions històriques i legals de la corona espanyola, sobre l'Església catòlica dins dels seus territoris. El patronat reial es va mantenir fins a la separació entre l'Església i l'Estat al començament del segle xx.